# Región de Atsimo-Atsinanana
Atsimo-Atsinanana es una región que se encuentra en el sudeste de Madagascar. Su capital es Farafangana. La región se extiende a lo largo de la parte sur de la costa este de Madagascar. Está bordeada por la región de Vatovavy-Fitovinany y Haute Matsiatra (norte), Ihorombe (Oeste) y Anosy (Sur).
La población de la región se estimó en 2004 en alrededor de 621 200 habitantes en una superficie de 18.863 kilómetros cuadrados.

## Administración
La región Sudeste se divide en cinco distritos (población en julio de 2014) y 90 municipios
- Distrito de Befotaka 54,905
- Distrito de Farafangana 351,111
- Distrito de Midongy 47,059
- Distrito de Vangaindrano 338,532
- Distrito de Vondrozo 131,460

## Naturaleza
- Parque nacional de Midongy del Sur
- Reserva Manombo